# Bataille de l'Étendard
Batailles
La bataille de l'Étendard (Battle of the Standard en anglais) se déroula le 22 août 1138 près de Northallerton et de Brompton dans le Yorkshire, durant l'Anarchie.

## Historique
Elle opposa l'armée de David Ier d'Écosse à celles du roi Étienne d'Angleterre commandées par l'archevêque Thurstan d'York et Walter Espec, lord de Helmsley.
Robert de Bruce, lord d'Annadale, l'un des chefs, dut briser son vœu de fidélité au roi écossais.
La bataille se conclut par une défaite des Écossais qui mit fin à leur volonté de conquête du comté de Northumbrie, et aboutit au traité de Durham en 1139 qui pacifia la frontière anglo-écossaise.
Le nom de cette bataille vient des bannières de Saint-Pierre de York, de Saint-Jean de Beverley et de Saint-Wilfrid de Ripon qu'arboraient les Anglais durant celle-ci.